# 万历鄠县回变
万历鄠县回变发生于明万历三十二年（1604年），陕西鄠县回民沙仓领导鄠县庞家村、盩厔白龙沟的回民起兵，声势一时浩大，当地回民纷纷响应。鄠县县令白应辉、刘璞派兵镇压，最终抓捕沙仓等十一人首领，回变被平息。